# كنيسة الروح القدس (براتيسلافا)

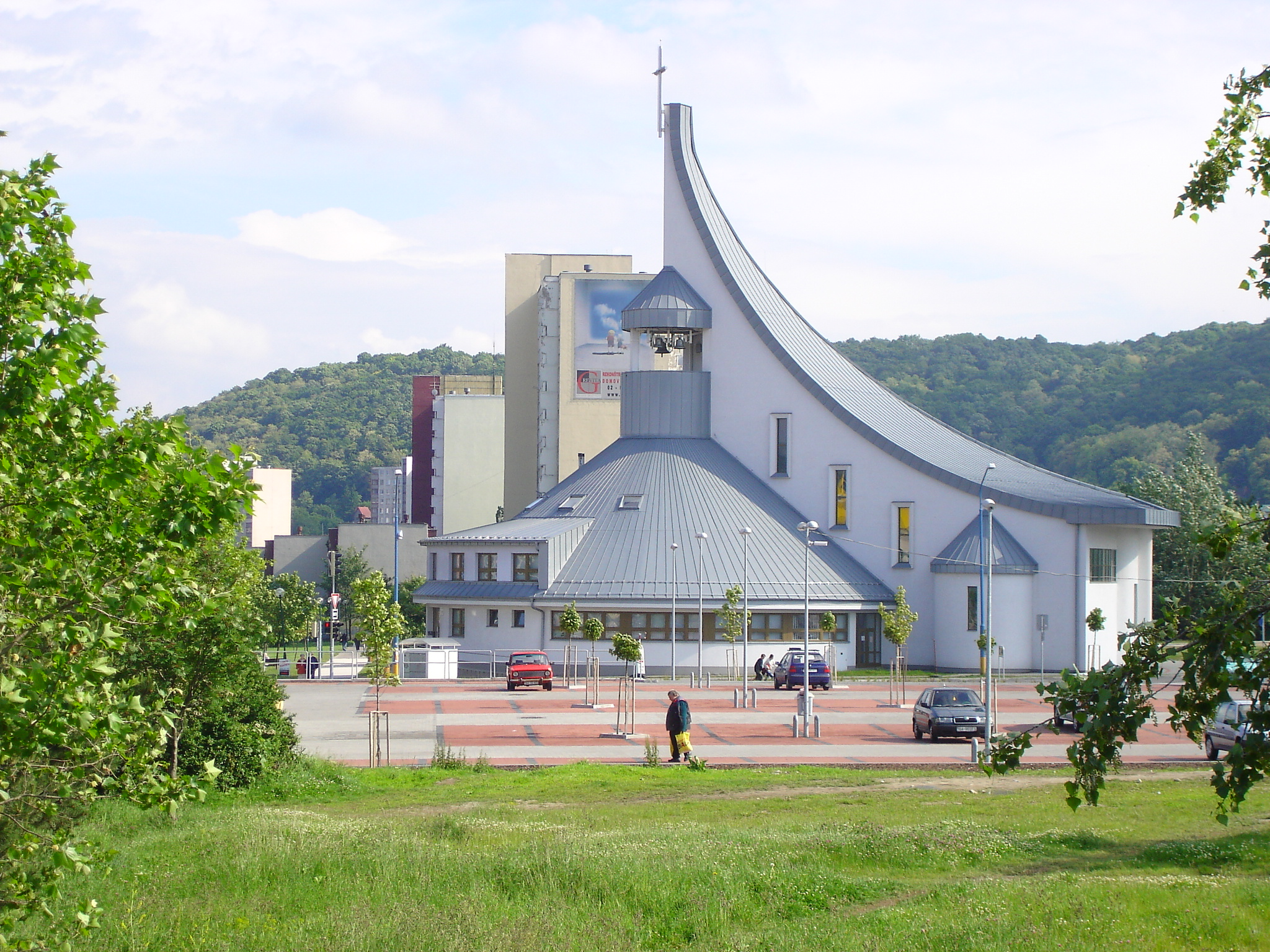
كنيسة الروح القدس

كنيسة الروح القدس هي كنيسة في براتيسلافا ، سلوفاكيا . قدس البابا يوحنا بولس الثاني حجر الزاوية. إنه مبنى غير نمطي بسقف غير عادي بارتفاع 30 مترًا. لها شكل دائري وتتكون من أقسام الكنيسة والرعوية. تم تصميم الكنيسة من قبل المهندسين المعماريين Ľudovít Režucha و Marián Lupták. يتسع قسم الكنيسة لحوالي 600 زائر.

## روابط خارجية
- Rímskokatolícka farnosť براتيسلافا - Dúbravka نسخة محفوظة 21 فبراير 2010 على موقع واي باك مشين. (بالسلوفاكية)
- نموذج ثلاثي الأبعاد كوستولا[وصلة مكسورة]  (بالسلوفاكية)